# 月と湖
『月と湖』（つきとみずうみ）は、芦原妃名子による日本の漫画作品。

## 概要
本項では、単行本（2007年4月、フラワーコミックス、ISBN 978-4-09-131030-9）に同時収録されている「12月のノラ」についても記述する。
タイトルが地味なため、表題作にしてよいか作者は迷ったという。2作とも、一冊の本が物語の中心に置かれている。

## 月と湖
『ベツコミ』（小学館）2007年4月号に掲載。
あらすじ
小説家だった亡き祖父の未発表の私小説『月と湖』。愛妻家として有名だった祖父が遺したその小説には、祖父の愛人に寄せる想いが綴られていた。
孫の一菜は、祖母に頼まれ、病気で体調を崩しているという、愛人の水橋透子宅へ行くことになった。祖父が愛し、愛された日陰の女、そんな女性を想像していたが、一菜が目の当たりにしたのは、農作業に勤しむ艶やかなおばあちゃんだった。
透子に言われるままに働く一菜。そんな中でもやはり気になるのが、祖父との関係。今まで読めずにいた『月と湖』を読んだ一菜は、妻から別の女性へ心が移ろってゆくその小説に、今の自分を重ねてしまう……。

## 12月のノラ
『ベツコミ』2006年12月号に掲載。『砂時計』の次に描かれた作品。
あらすじ
童話に出て来るような豪華な家に住む、お隣のなっちゃん一家。早絵はなっちゃんと大の仲良しだった。
フリルのドレスに身を包み、母親の趣味に付き合うなっちゃんがひどく窮屈そうに見えた早絵は、家を抜け出す冒険に誘う。冒険中、黒猫と遭遇した2人は、その猫をノラと名付け可愛がる。
しかし、家を抜け出し、外で遊んでいたことがなっちゃんのお母さんにバレてしまい、早絵はなっちゃんと会わせてもらえなくなる。間もなく、なっちゃんの家が火事で全焼する。父親と母親は助け出されたものの、なっちゃんだけが見つからなかった。
そして、早絵は16歳になった。ある日、ノラに似た猫を見かけた早絵は、同じく猫を探すヒロキという少年と出会う。ヒロキに初めて会った気がしない不思議な感覚を早絵は覚える。